# Hartvíkovice
Hartvíkovice (en allemand : Hartikowitz) est une commune du district de Třebíč, dans la région de Vysočina, en République tchèque. Sa population s'élevait à 548 habitants en 2020.

## Géographie
Hartvíkovice se trouve à 6,5 km au sud-ouest de Náměšť nad Oslavou, à 16 km à l'est-sud-est de Třebíč, à 44 km au sud-est de Jihlava et à 158 km au sud-est de Prague.
La commune est limitée par Okarec au nord, par Vícenice u Náměště nad Oslavou au nord-est, par Sedlec et Popůvky à l'est, par Stropešín au sud et au sud-ouest, et par Třesov à l'ouest.

## Histoire
La première mention écrite de la localité date de 1104.

## Transports
Par la route, Hartvíkovice se trouve à 9,3 km de Náměšť nad Oslavou, à 19 km de Třebíč, à 52 km de Jihlava et à 186 km de Prague.